# Front d'Alliberament de la Costa dels Somalis
El Front d'Alliberament de la Costa dels Somalis (Front de Liberation de la Côte des Somalis) fou un moviment polític i militar d'alliberament de què avui és la República de Djibouti. Els principals fundadors en foren Mahamoud Harbi i Adan Abdulle.
Creat cap al 1960-1963 a la ciutat de Mogadiscio, i basat en el clan issa somali, majoritari al Territori Francès dels Àfars i dels Isses, lluitava per l'alliberament d'aquesta colònia francesa, tot i que va tenir una política oscil·lant entre la integració amb Somàlia i la simple independència. El FLCS va fer accions armades al territori des de 1968. El 1972, va esdevenir branca militar d'un partit de base més àmplia, la Lliga Popular Africana per a la Independència, que va dirigir el camí de Djibouti vers la sobirania. Se suposa dissolt després del 1977, quan amb la independència els seus efectius es van integrar al nou exèrcit nacional.
La seva bandera era blava sobre verd horitzontal, amb triangle vermell al pal, dins del qual hi havia un estel blanc. El blau era pels somalis, el verd pels àfars, i el vermell per la lluita armada. L'estel simbolitzava la unitat del país.

## Història
Els antecedents del FLCS es remunten a l'anticolonialisme creixent i als sentiments nacionalistes de Djibouti des de la descolonització d'Àfrica. El Front de Libération de la Côte des Somalis (FLCS) va ser establert el 1960 per Mahamoud Harbi. El seu president fundador va ser Adan Abdulle. Djibouti era un bastió estratègic i militar de França a l'Àfrica oriental i a les portes del mar Roig, roman gelosament vigilat dins del perímetre francès. És el bastió militar de França, amb els seus legionaris i la seva base aèria, oberta al Golf. El juliol de 1966 va créixer la ira i les veus van reclamar la independència. L'agost de 1966, en el camí de la seva gira mundial (fama famosa pel discurs de Phnom Penh i després la seva gira "atòmica" al Pacífic), De Gaulle va fer una escala a Djibouti.
En declaracions a l'Assemblea, De Gaulle va intentar recuperar el control i, una mica com l'agost de 1958 amb els episodis guineans i senegalesos de la seva gira africana, va exclamar: "Els rètols, que vam poder llegir, i les agitacions dels que portaven ells, certament no són suficients per demostrar aquí la voluntat democràtica del territori francès. És possible que arribi un dia en què, per mitjans democràtics, el territori expressi una opinió diferent de la que ha expressat fins ara”. Policies del govern francès i nacionalistes de Djibouti es van enfrontar a la ciutat de Djibouti els dies 25 i 26 d'agost de 1966, provocant la mort de deu civils i un policia del govern. Vint-i-set persones van ser arrestades per la seva participació en les manifestacions. Es va construir una barrera de filferro de pues per envoltar-la. Ciutat de Djibouti: oficialment, era per lluitar contra la immigració il·legal de Somali; però també és una eina de control polític de les poblacions amb el suport de l'exèrcit francès, cosa que Pierre Messmer, ministre de les Forces Armades, va deplorar, i que va constituir un argument a favor la seva oposició a Jacques Foccart en la qüestió de Djibouti, però, Jacques Foccart destaca com un ferotge partidari d'aquest mur, denunciat com un "mur de la vergonya" pels nacionalistes del Front d'Alliberament de la Costa Somàlia. El govern francès va deportar uns 6.000 somalis ètnics a Somàlia entre l'agost de 1966 i el març de 1967. Els nacionalistes de Djibouti es van manifestar per la independència del 13 al 21 de setembre de 1966, provocant la mort de 21 persones. El 21 de setembre de 1966, el governador general Louis Saget va anunciar la decisió del govern francès de celebrar un referèndum sobre l'estatus de la Somalilàndia francesa. Sis persones van ser assassinades per les tropes del govern francès a prop de la ciutat de Djibouti entre l'1 d'octubre i el 21 de novembre de 1966. El primer secretari general del FLCS va ser Abdourrahman Ardeye, substituït el 1966 per un col·laborador proper d'Harbi, Abdourrahaman Ahmed Hassan, conegut com a "Gabode", que va ser succeït el 1966 després de complir una condemna de dos anys de presó, des de finals de 1969, per Aden Robleh Awaleh. Divuit persones van ser detingudes per la seva participació en les manifestacions.

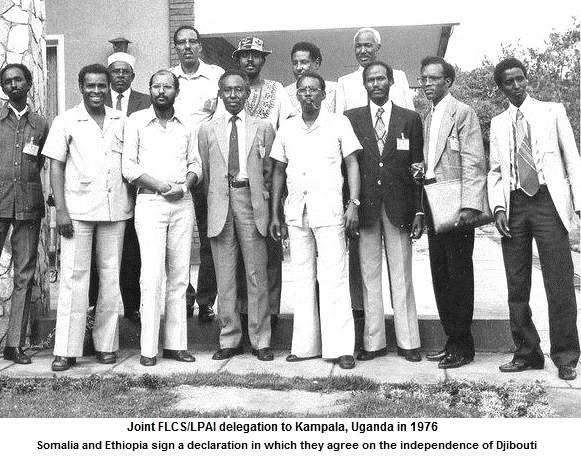
Delegació conjunta FLCS-LPAI a Kampala el 1976

Al voltant del 60 % dels votants, majoritàriament d'ètnia àfar amb alguns somalis i àrabs, es van mostrar a favor de romandre com a territori d'ultramar de França (conegut com el Territori francès dels Afars i Issas) en un referèndum celebrat el 19 de març de 1967. Les tropes del govern francès van reprimir les manifestacions a la ciutat de Djibouti el 20 de març de 1967, provocant la mort d'onze persones. Quatre persones van ser assassinades per les tropes del govern francès el 6 d'abril de 1967. La Somalilàndia francesa va ser rebatejada com a Territori francès dels Afars i Issas el 3 de juliol de 1967. El 17 de novembre de 1968 es van celebrar eleccions legislatives i el Rassemblement Démocratique Afar-RDA va guanyar 20 dels 32 escons de l'assemblea. FLCS va començar activitats armades fora de Djibouti el 1968. El gener de 1970, el Front de Libération de la Côte des Somalis va reclamar un atac al popular Palm in Zinc, un bar de la ciutat de Djibouti.
Les eleccions legislatives es van celebrar el 18 de novembre de 1973. La coalició Majorité, formada majoritàriament per ètnics afars, va guanyar la majoria dels escons a l'assemblea. Onze persones van ser assassinades en violència política a Djibouti del 25 al 26 de maig de 1975. El 1975, el Front de Libération de la Côte des Somalis va segrestar l'ambaixador de França a Mogadiscio – Somàlia, Jean Guery, per ser intercanviat contra dos activistes dels membres del FLCS que estava empresonat a la França continental. El desembre de 1975, va reclamar un atac fallit contra Ali Aref Bourhan.
El 31 de desembre de 1975, l'Assemblea General de l'ONU va demanar al govern francès que es retirés de la colònia. El febrer de 1976, el FLCS reclama el segrest d'un autobús escolar, que acaba amb la mort dels segrestadors i dos nens. L'Organització de la Unitat Africana (OUA) va enviar una missió d'investigació de 15 membres (Egipte, Guinea, Libèria, Moçambic, Senegal, Tanzània, Uganda, Zaire) a la regió del 29 d'abril a l'11 de maig de 1976.
Les tropes del govern francès van disparar contra els manifestants a Tadjoura el 2 de maig de 1976, provocant la mort d'una persona. Tretze persones van ser assassinades en violència política a Djibouti el 10 de juliol de 1976. Abdallah Mohamed Kamil va ser elegit primer ministre per la Cambra de Diputats el 29 de juliol de 1976. Representants del govern francès i dels nacionalistes de Djibouti van mantenir negociacions a París a partir del 28 de febrer de 1977. L'OUA va facilitar les negociacions entre els representants del govern francès i els nacionalistes de Djibouti a Accra, Ghana, del 28 de març a l'1 d'abril de 1977. Les eleccions a l'Assemblea Constituent es van celebrar el 8 de maig de 1977 i el Rassemblement Popular per a la Independència (RPI) va obtenir 65 dels 65 escons de l'assemblea. Al voltant del 99% dels votants de Djibouti van estar a favor de la independència de França en un referèndum celebrat el 8 de maig de 1977. El 27 de juny de 1977, marcant oficialment la independència de Djibouti.
La lluita militar del FLCS va ser recolzada activament pel govern de Somàlia. El grup també va rebre ajuda de l'OUA com a moviment d'alliberament nacional. En el període 1971-1972, el FLCS va rebre 1500 lliures esterlines de l'OUA, el 0,14% de la quantitat total donada pel cos a diferents moviments d'alliberament africans en aquell moment. El FLCS evoluciona en les seves reivindicacions entre la petició d'integració en una possible "Gran Somàlia" o la simple independència del territori. L'any 1975 el FLCS s'apropa a la Lliga Popular Africana per la Independència i finalment opta per la via de la independència, provocant tensions amb Mogadiscio, Somàlia. A la independència del territori el 27 de juny de 1977, de 2 000 a 2 500 militants del FLCS s'han integrat a les noves Forces Armades de Djibouti, però no a les del MLD malgrat la petició d’Ahmed Dini.